# The Spirit Indestructible
Albums de Nelly Furtado
Mi Plan
(2009)
Singles
1. Big Hoops (Bigger the Better)
Sortie : 17 avril 2012
2. Spirit Indestructible
Sortie : 31 juillet 2012
3. Parking Lot
Sortie : 18 septembre 2012

The Spirit Indestructible est le cinquième album studio de la chanteuse canadienne Nelly Furtado prévu pour le 17 septembre 2012 en France et le 18 septembre aux États-Unis. Elle a annoncé officiellement sur Twitter que l'album sortira le 19 juin 2012 aux États-Unis. Toutefois, la date de sortie est repoussée au 18 septembre 2012, dans le monde.
Le premier single de l'album se nomme Big Hoops (Bigger the Better), sorti téléchargement numérique le 17 avril 2012. Le 15 mai 2012, elle annonce que le titre The Spirit Indestructible, sorti le 31 juillet 2012 qui est le second single de l'album. Le troisième single se nomme Parking Lot, qui est sorti en téléchargement numérique le 18 septembre 2012.

## Liste des pistes
| No  | Titre                                             | Auteur                         | Producteur(s)            | Durée |
| --- | ------------------------------------------------- | ------------------------------ | ------------------------ | ----- |
| 1.  | Spirit Indestructible                             | Nelly Furtado, Rodney Jerkins  | Darkchild                |       |
| 2.  | Big Hoops (Bigger the Better)                     | Furtado, Jerkins               | Darkchild                |       |
| 3.  | High Life (featuring Ace Primo)                   | Furtado, Jerkins               | Darkchild                |       |
| 4.  | Parking Lot                                       | Furtado, Jerkins               | Darkchild                |       |
| 5.  | Something (featuring Nas)                         | Furtado, Salaam Remi           | Salaam Remi              |       |
| 6.  | Bucket List                                       | Furtado, Jerkins               | Darkchild                |       |
| 7.  | The Most Beautiful Thing (featuring Sara Tavares) | Furtado, Remi                  | Salaam Remi              |       |
| 8.  | Waiting For the Night                             | Furtado, Jerkins               | Darkchild                |       |
| 9.  | Miracles                                          | Furtado, Jerkins, Andre Lindal | Darkchild & Andre Lindal |       |
| 10. | Circles                                           | Furtado, Mike Angelakos        | Mike Angelakos           |       |
| 11. | Enemy                                             | Furtado, Remi                  | Salaam Remi              |       |
| 12. | Believers                                         | Furtado, Bob Rock              | Bob Rock                 |       |

| 13. | Hold Up                                    | Furtado              | Di Genius                          |  |
| 14. | End of the World                           | Furtado, Rick Nowels | Fraser T. Smith                    |  |
| 15. | Don't Leave Me                             | Furtado              | Di Genius                          |  |
| 16. | Be OK (featuring Dylan Murray)             | Furtado, John Shanks | The Demolition Crew, John Shanks   |  |
| 17. | Thoughts (featuring The Kenyan Boys Choir) | Furtado              | The Demolition Crew, Nelly Furtado |  |
| 18. | Thoughts (Tiesto Remix)                    | Furtado              | Tiesto                             |  |